# Ukraińska Hokejowa Liga (2018/2019)
Ukraińska Hokejowa Liga 2018/2019 jako 27. sezon rozgrywek o mistrzostwo Ukrainy w hokeju na lodzie i jednocześnie trzecia edycja w ramach UHL.

## Opis
Władze ligi wyznaczyły termin zgłoszeń uczestników do nowego sezonu do 31 maja 2017, do tego czasu termin złożyły kluby Biłyj Bars Biała Cerkiew, HK Krzemieńczuk, Donbas Donieck, Dynamo Charków oraz jako debiutant w rozgrywkach, Dnipro Chersoń. Po upływie tego terminu, dyrektor wykonawczy UHL poinformował, że trzy inne kluby, HK Wowky Browary, Hałyćki Łewy Nowojaworowsk i Sokił Kijów, zwróciły do władz rozgrywek o przedłużenie terminu na zgłoszenie wniosków do 30 czerwca 2018. Z końcem czerwca jako ostatni, szósty klub przyjęto do sezonu HK Wołky Browary (później występował w lidze jako Kryżany Wowky Kijów) i tym samym zakończono proces ustalania uczestników UHL edycji 2018/2019.

## Uczestnicy
| Klub                     | Prezes               | Trener             | Asystent trenera                        |
| ------------------------ | -------------------- | ------------------ | --------------------------------------- |
| Biłyj Bars Biała Cerkiew | Kostiantyn Jefymenko | Kostiantyn Bucenko | Ołeksandr Bobkin, Witalij Łytwynenko    |
| Dnipro Chersoń           | Władysław Manher     | Dmytro Pidhurski   | Ołeh Tymczenko, Ołeksandr Wasiljew      |
| Donbas Donieck           | Borys Kołesnikow     | Serhij Witer       | Ihor Czybiriew, Ihor Kuhut, Jewhen Brul |
| MHK Dynamo Charków       | Wałerij Seredenko    | Ołeksandr Kułykow  | Ołeksandr Panczenko                     |
| Kryżani Wowky Kijów      | Andriej Chapkow      | Mykoła Sydorow     | Andriej Chapkow, Ihor Archypenko        |
| HK Krzemieńczuk          | Serhij Mazur         | Ołeksandr Sawycki  | Pawło Michonik, Denys Isajenko          |

## Sezon zasadniczy
W sezonie zasadniczym rozegrano 120 meczów. Pierwsze miejsce zajął Donbas Donieck.
| Msc. | Zespół                   | M  | Pkt | W  | WPD | WPK | PPD | PPK | P  | G + | G - | +/-  |
| ---- | ------------------------ | -- | --- | -- | --- | --- | --- | --- | -- | --- | --- | ---- |
| 1    | Donbas Donieck           | 40 | 98  | 31 | 1   | 1   | 1   | 0   | 6  | 198 | 78  | +120 |
| 2    | HK Krzemieńczuk          | 40 | 93  | 29 | 1   | 1   | 1   | 1   | 7  | 205 | 98  | +107 |
| 3    | Dnipro Chersoń           | 40 | 89  | 26 | 1   | 3   | 2   | 1   | 7  | 145 | 69  | +76  |
| 4    | Biłyj Bars Biała Cerkiew | 40 | 42  | 13 | 1   | 0   | 0   | 1   | 25 | 100 | 164 | -64  |
| 5    | MHK Dynamo Charków       | 40 | 28  | 8  | 1   | 0   | 2   | 0   | 29 | 86  | 160 | -74  |
| 6    | Kryżani Wowky Kijów      | 40 | 10  | 2  | 0   | 1   | 0   | 2   | 35 | 79  | 244 | -165 |

Legenda:

Msc. = lokata w tabeli, M = liczba rozegranych spotkań, Pkt = Liczba zdobytych punktów, W = Liczba meczów wygranych, WPD = Liczba meczów wygranych po dogrywce, WPK = Liczba meczów wygranych po karnych, PPD = Liczba meczów przegranych po dogrywce, PPK = Liczba meczów przegranych po karnych, P = Liczba meczów przegranych, G+ = Gole strzelone, G- = Gole stracone, +/- = Bilans bramkowy

      = Awans bezpośredni do fazy play-off
      = Awans do fazy wstępnej przed play-off

## Faza play-off
Do fazy play-off, w odróżnieniu od poprzedniego sezonu UHL, dopuszczono wszystkich uczestników rozgrywek. W etapie pierwszym - wstępnym zespoły z miejsce 3-6 rywalizowały w dwumeczach o prawo gry w półfinale. Dwie pierwsze drużyny z tabeli oczekiwały wówczas na przeciwnika półfinałowego. Następnie rozegrano etap półfinałowy (do trzech zwycięstw) oraz finał rozgrywek (do czterech wygranych meczów). Faza play-off trwała od 2 marca do 12 kwietnia 2019. Rozegrano w niej 21 spotkań.
Runda wstępna - ćwierćfinałowa
- Dnipro Chersoń – Kryżani Wowky Kijów 7:1, 5:0
- Biłyj Bars Biała Cerkiew – MHK Dynamo Charków 2:0, 3:1

|  | Runda półfinałowa           | Runda półfinałowa           | Runda półfinałowa           | Runda półfinałowa           | Runda półfinałowa           | Runda półfinałowa           | Runda półfinałowa           | Runda półfinałowa           | Runda półfinałowa           | Runda półfinałowa           |  |  | Runda finałowa            | Runda finałowa            | Runda finałowa            | Runda finałowa            | Runda finałowa            | Runda finałowa            | Runda finałowa            | Runda finałowa            |
|  |                             |                             |                             |                             |                             |                             |                             |                             |                             |                             |  |  |                           |                           |                           |                           |                           |                           |                           |                           |
|  | Nr                          | Nazwa zespołu               | Stan                        | M1                          | M2                          | M3                          | M4                          | M5                          | M6                          | M7                          |  |  | Nr                        | Nazwa zespołu             | Stan                      | M1                        | M2                        | M3                        | M4                        | M5                        |
|  |                             |                             |                             |                             |                             |                             |                             |                             |                             |                             |  |  |                           |                           |                           |                           |                           |                           |                           |                           |
|  | Mecze 1. pary o miejsca 1-4 |                             |                             |                             |                             |                             |                             |                             |                             |                             |  |  |                           |                           |                           |                           |                           |                           |                           |                           |
|  | 1                           | Donbas Donieck              | 4                           | 9                           | 5                           | 1                           | 4                           | 8                           |                             |                             |  |  |                           |                           |                           |                           |                           |                           |                           |                           |
|  | 4                           | Biłyj Bars Biała Cerkiew    | 1                           | 1                           | 4                           | 2                           | 3                           | 1                           |                             |                             |  |  | Rywalizacja o mistrzostwo | Rywalizacja o mistrzostwo | Rywalizacja o mistrzostwo | Rywalizacja o mistrzostwo | Rywalizacja o mistrzostwo | Rywalizacja o mistrzostwo | Rywalizacja o mistrzostwo | Rywalizacja o mistrzostwo |
|  |                             |                             |                             |                             |                             |                             |                             |                             |                             |                             |  |  | 1                         | Donbas Donieck            | 4                         | 1                         | 3                         | 3                         | 2                         | 4                         |
|  | Mecze 2. pary o miejsca 1-4 | Mecze 2. pary o miejsca 1-4 | Mecze 2. pary o miejsca 1-4 | Mecze 2. pary o miejsca 1-4 | Mecze 2. pary o miejsca 1-4 | Mecze 2. pary o miejsca 1-4 | Mecze 2. pary o miejsca 1-4 | Mecze 2. pary o miejsca 1-4 | Mecze 2. pary o miejsca 1-4 | Mecze 2. pary o miejsca 1-4 |  |  | 3                         | Dnipro Chersoń            | 1                         | 2                         | 1                         | 1                         | 1                         | 1                         |
|  | 2                           | HK Krzemieńczuk             | 3                           | 1                           | 3                           | 1                           | 0                           | 4                           | 1                           | 2                           |  |  |                           |                           |                           |                           |                           |                           |                           |                           |
|  | 3                           | Dnipro Chersoń              | 4                           | 3                           | 2                           | 0                           | 3                           | 1                           | 2                           | 6                           |  |  |                           |                           |                           |                           |                           |                           |                           |                           |
|  |                             |                             |                             |                             |                             |                             |                             |                             |                             |                             |  |  |                           |                           |                           |                           |                           |                           |                           |                           |
|  |                             |                             |                             |                             |                             |                             |                             |                             |                             |                             |  |  |                           |                           |                           |                           |                           |                           |                           |                           |

Triumfatorem rozgrywek został Donbas Donieck, po raz siódmy w swojej historii i po raz czwarty z rzędu.

## Wyróżnienia
Po zakończenu sezonu przyznano szereg nagród:
- Najlepszy bramkarz: Oleg Petrow (Dnipro)[18]
- Najlepszy obrońca: Dmytro Ihnatenko (Donbas)[18]
- Najlepszy napastnik: Wiktor Zacharow (Donbas)[18]
- Najlepszy trener: Dmytro Pidhurski (Dnipro)[18]
- Najlepszy obcokrajowiec: Illa Karanczuk – Białoruś (Donbas)[22][23]
- Najbardziej wartościowy zawodnik (MVP) w fazie play-off: Wiktor Zacharow (Donbas)[24]